# دانشگاه شمال فلوریدا
دانشگاه شمال فلوریدا (انگلیسی: University of North Florida) یک دانشگاه تحقیقاتی دولتی در جکسون‌ویل واقع در ایالت فلوریدا آمریکا است که در سال ۱۹۷۲ میلادی بنیان‌نهاده شده‌است.

## نگارخانه

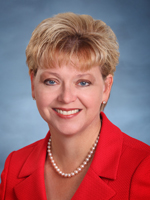
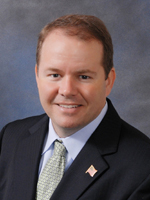
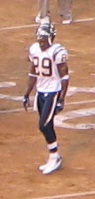
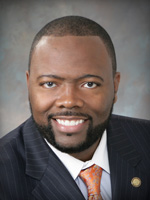
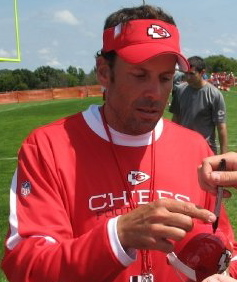
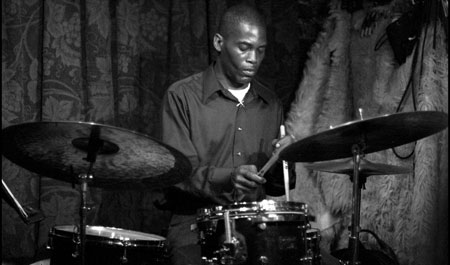